# NGC 3108
NGC 3108 est une vaste galaxie lenticulaire située dans la constellation de la Machine pneumatique. NGC 3108 a été découverte par l'astronome britannique John Herschel en 1835.

## Caractéristiques
Sa vitesse par rapport au fond diffus cosmologique est de 2 996 ± 28 km/s, ce qui correspond à une distance de Hubble de 44,2 ± 3,1 Mpc (∼144 millions d'al).
À ce jour, cinq mesures non basées sur le décalage vers le rouge (redshift) donnent une distance de 46,680 ± 12,338 Mpc (∼152 millions d'al), ce qui est à l'intérieur des valeurs de la distance de Hubble.

## Groupe de NGC 3095
La galaxie NGC 3108 fait partie du petit groupe de NGC 3095 qui ne compte que trois galaxies. L'autre galaxie de ce groupe est IC 2539.